# Sidi Bennour (Tunisie)
Pour l’article homonyme, voir Sidi Bennour (Maroc).
Sidi Bennour (arabe : سيدي بنور) est une ville du Sahel tunisien située à 35 kilomètres au sud de Monastir.
Rattachée au gouvernorat de Monastir, elle constitue une municipalité de 4 520 habitants en 2014.
Elle serait dénommée ainsi du fait de la présence historique d'une petite zaouïa d'un saint homme musulman.
Cette ville est l'aboutissement de la bretelle autoroutière de 36 kilomètres construite pour relier la RN1 au Sahel tunisien.